# Carsten Jancker
Carsten Jancker (* 28. August 1974 in Grevesmühlen) ist ein ehemaliger deutscher Fußballspieler. Danach trainierte Jancker mehrere österreichische Regionalligisten und konnte mit dem SV Horn und dem DSV Leoben in die 2. Liga aufsteigen.

## Karriere als Spieler

### Vereine
Jancker spielte von seinem siebten bis zwölften Lebensjahr für die TSG Wismar, bevor er 1986 in die Jugendabteilung von Hansa Rostock im Rahmen der Kooperation mit der CJD Jugenddorf-Christophorusschule Rostock wechselte und dort fünf Jahre aktiv war. Im letzten Jahr seiner Jugend spielte er für den 1. FC Köln und erhielt bei diesem 1992 einen Lizenzspielervertrag für die Bundesliga. In dieser gab er am 25. September 1993 (9. Spieltag) beim Heimspiel gegen den VfB Leipzig seinen Einstand. Er wurde in der 64. Minute für Andrzej Kobylański eingewechselt und erzielte mit dem 3:1-Endstand auch sein erstes Tor. Sein Pflichtspieldebüt für den Verein hatte er allerdings schon am 11. September 1993 in der dritten Runde des DFB-Pokals absolviert, in der die Kölner bei den Bayern-Amateuren im Elfmeterschießen unterlegen waren. In der Folgesaison kam Jancker nur viermal zum Einsatz und wechselte nach Österreich zum Bundesligisten SK Rapid Wien, für den er in 27 Spielen sieben Tore erzielte. Mit Rapid erreichte er auch das Finale des Europapokals der Pokalsieger; er erzielte im Wettbewerb sechs Tore. Das Finale wurde mit 0:1 gegen Paris Saint-Germain verloren.
Die Rückkehr nach Deutschland führte ihn 1996 zum FC Bayern München, für den er bis 2002 143-mal in der Bundesliga spielte, 48 Tore erzielte, seine größten Erfolge und den Höhepunkt seiner Karriere erreichte. 2002 wechselte er nach Italien zum Erstligisten Udinese Calcio. Am 22. März 2004 löste der Stürmer seinen bis zum 30. Juni 2007 laufenden Vertrag bei Udine vorzeitig auf und verließ den Verein zum Saisonende.

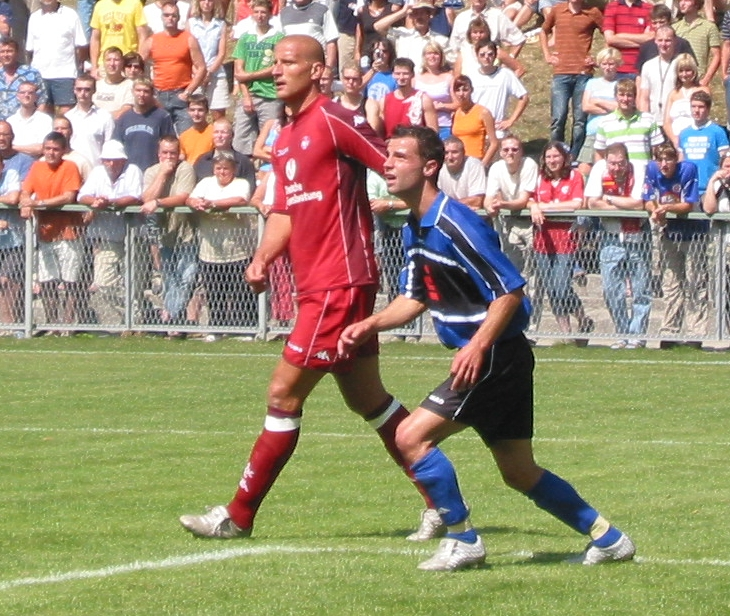
Carsten Jancker im Trikot
des 1. FC Kaiserslautern

Ab der Saison 2004/05 spielte er für den Bundesligisten 1. FC Kaiserslautern, bei dem er in der Saison 2005/06 ausgemustert wurde. Dabei wurde er 2005 Torschützenkönig des DFB-Pokals, nachdem er in der ersten Runde bei einem 15:0 im Spiel gegen den FC Schönberg 95 sechs Tore erzielt hatte. Sein Verein schied in der nächsten Runde nach Elfmeterschießen gegen den FC Schalke 04 aus.
Jancker fand in China seinen neuen Arbeitgeber im chinesischen Meister von 2003, Shanghai Shenhua, für den er – mit einem Einjahresvertrag ausgestattet – bis 25. Oktober 2006 elfmal in der Chinese Super League zum Einsatz kam. Verletzungsbedingt und nicht mehr zu alter Form zurückfindend kündigte er daraufhin nach einem halben Jahr und wechselte erneut nach Österreich. Ab 1. Januar 2007 war er spielberechtigt für den SV Mattersburg, für den er in drei Spielzeiten in 76 Spielen 21-mal traf. Der von der Mannschaft im Dezember 2008 zum Mannschaftskapitän gewählte Jancker erfuhr am 24. Juni 2009 von seinem Trainer Franz Lederer, dass man in der Saison 2009/10 nicht mehr mit ihm plane und ihm eine Vertragsauflösung nahelege. Jancker wollte jedoch nach eigener Aussage noch „ein, zwei Jahre weiterspielen“. Im Jahr 2010 startete er seine Karriere als Trainer in Österreich.

### Nationalmannschaft

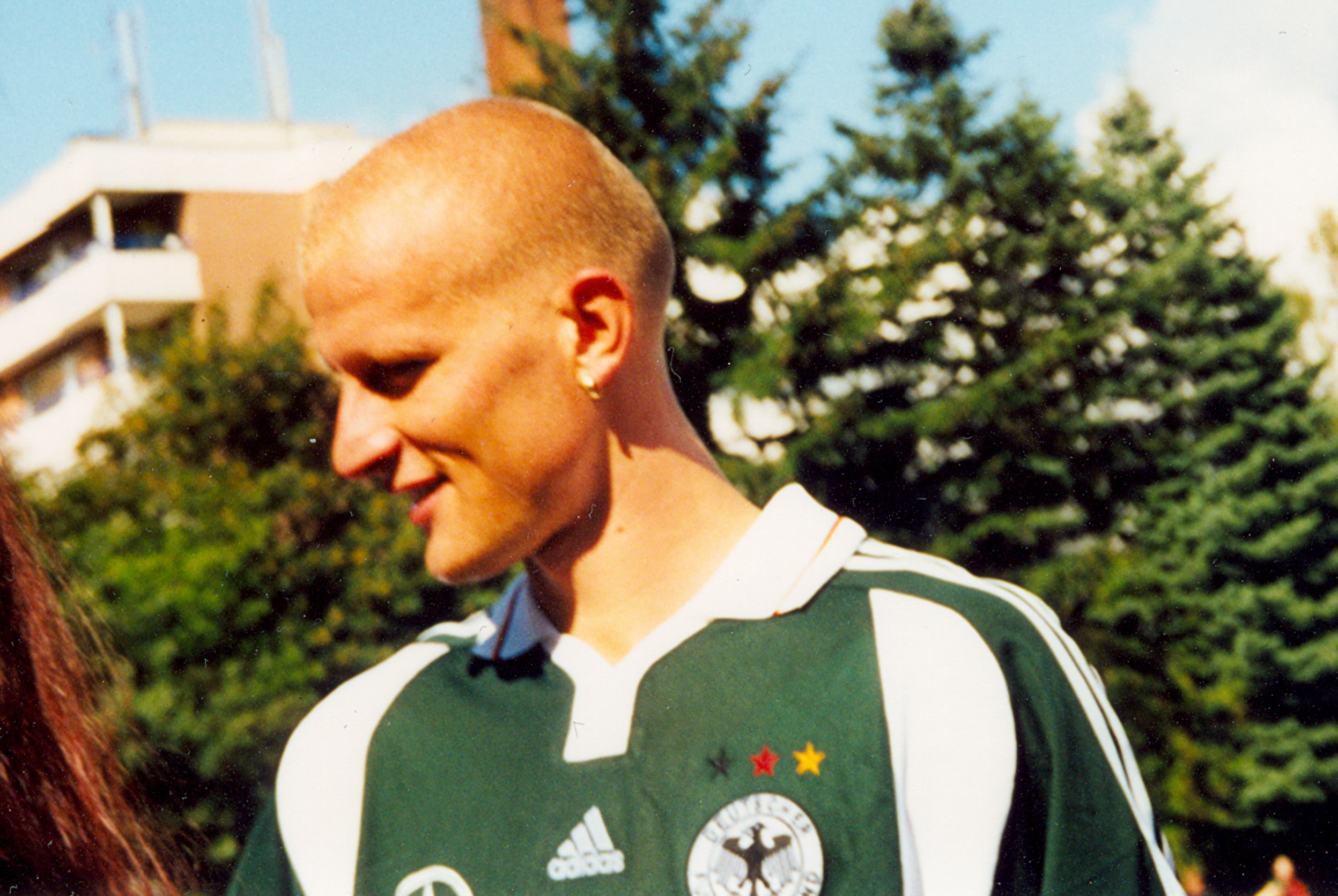
Jancker im Trikot
der deutschen Nationalmannschaft

Jancker kam schon früh zu Länderspielen, zunächst für die Juniorenauswahl der DDR (U14), und in der Folge für weitere altersansteigende Auswahlmannschaften. Mit der U-16-Nationalmannschaft nahm er an der vom 8. bis 18. Mai 1991 in der Schweiz ausgetragenen Europameisterschaft teil und schloss mit ihr das Turnier als Zweiter ab, nachdem das Endspiel mit 0:2 gegen die Auswahl Spaniens verloren wurde.
Jancker nahm an der Juniorenweltmeisterschaft 1993 in Australien teil und kam in seinen zwei Spielen (am 6. März, 1:0-Sieg gegen Portugal und 9. März, 2:2-Unentschieden gegen Ghana) zu jeweils einem Treffer. Zuvor bestritt er am 13. und 16. Januar 1993 jeweils gegen die Türkei (2:2 und 1:1) sowie am 7. und 9. Februar jeweils gegen Saudi-Arabien (2:1, beide Treffer von ihm, und 0:0) seine Spiele für die U-20-Auswahl. Am 14. Dezember 1993 wurde Jancker erstmals in die U-21-Nationalmannschaft berufen; das Spiel in Córdoba gegen die Auswahl Spaniens ging mit 1:3 verloren. Sein zweites Spiel am 10. Mai 1994 ging in Lamia mit 0:1 gegen die Auswahl Griechenlands ebenfalls verloren. Am 14. Oktober 1998 wurde er beim 3:1-Erfolg über Moldau erstmals für die A-Nationalmannschaft berufen und in der 73. Minute für Ulf Kirsten eingewechselt. Sein erstes Länderspieltor gelang ihm am 3. Juni 2000 in Nürnberg beim 3:2-Sieg über Tschechien mit dem 1:0-Führungstreffer. Jancker war Teilnehmer an der Europameisterschaft 2000 und der Weltmeisterschaft 2002. Sein letztes Spiel im Nationaltrikot bestritt er am 16. Oktober 2002, beim 2:1-Sieg über die Färöer. In seinen 33 Länderspielen erzielte Jancker 10 Tore, davon ein „Doppelpack“ am 7. Juni 2000 beim 8:2-Sieg über Liechtenstein.

## Karriere als Trainer

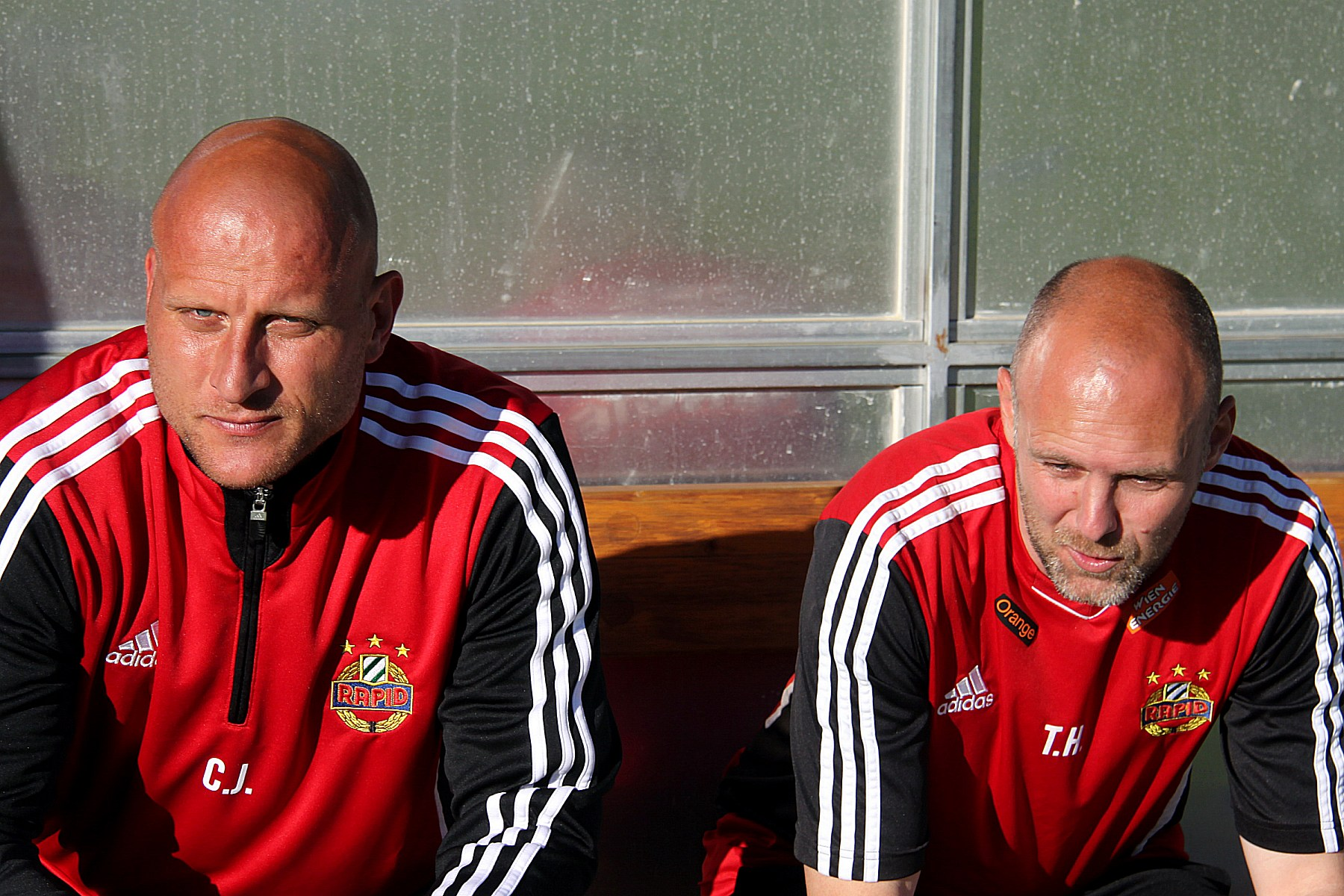
Jancker als Co-Trainer mit Thomas Hickersberger auf der Bank von Rapid Wien (2013)

Am 18. Februar 2010 wurde Jancker Individualtrainer für die Stürmer des SC Neusiedl am See und begann gleichzeitig, einen A-Lizenz-Trainerschein zu machen, obwohl sein bis Juni 2010 laufender Vertrag beim SV Mattersburg noch nicht aufgelöst worden war. Neben der Individualbetreuung der Stürmer war er auch als Trainer der dortigen zweiten U-14-Mannschaft tätig. Ab der Saison 2010/11 kehrte er zunächst als Nachwuchsbetreuer der U-15-Mannschaft zum SK Rapid Wien zurück und wurde im April 2013 zum Co-Trainer der ersten Mannschaft befördert. Nach der Entlassung von Mike Büskens wurde auch Jancker im November 2016 von seinen Aufgaben entbunden.
Die Saison 2017/18 beim SV Horn war Janckers erste Stelle als Cheftrainer, 2018 konnte Horn in die 2. Liga aufsteigen. Nachdem man nach der Hinrunde den letzten Tabellenplatz und nur an zwei Spieltagen einen Nichtabstiegsrang belegt hatte, trennte man sich im November 2018. Von Mai 2019 bis Juni 2021 war Jancker erfolgreich Trainer des Regionalligisten FC Marchfeld Donauauen.
Zur Saison 2021/22 wurde er Trainer des Landesligisten DSV Leoben. Mit Leoben stieg er zunächst 2022 als Meister der Landesliga Steiermark in die Regionalliga auf, in der Saison 2022/23 schaffte er das Team als Meister der Regionalliga Mitte den Durchmarsch in die 2. Liga. Nach drei Siegen und zwei Niederlagen in den ersten fünf Zweitligaspielen der Saison 2023/24 trennte sich Leoben Ende August 2023 auf Platz fünf liegend von Trainer Jancker. Nach dem Rücktritt seines Nachfolgers René Poms im April 2024 wurde Jancker ein zweites Mal Trainer der Leobner. Leoben wurde jedoch nach Saisonende die Zulassung entzogen und das Team musste somit nach nur einer Saison wieder in den Amateurbereich absteigen. Aufgrund der finanziellen Probleme beim DSV Leoben kündigte Jancker nach einem halben Jahr in der Regionalliga seinen Job als Trainer am 19. Januar 2025.
Im April 2025 übernahm er den abstiegsbedrohten Bundesligisten SK Austria Klagenfurt als Nachfolger von Peter Pacult. Unter seiner Führung rutschte Klagenfurt, das Jancker auf Rang elf liegend übernommen hatte, aber auf den letzten Platz ab und stieg demnach aus der Bundesliga ab. Daraufhin trennte sich der Verein im Juni 2025 nach vier Spielen (zwei Remis, zwei Niederlagen) wieder vom Deutschen.

## Erfolge
- Vizeweltmeister 2002
- Weltpokal-Sieger 2001
- Champions-League-Sieger 2001
- Finalist der Champions League 1999
- Finalist im Europapokal der Pokalsieger 1996
- Deutscher Meister 1997, 1999, 2000, 2001
- DFB-Pokal-Sieger 1998, 2000
- Ligapokal-Sieger 1997, 1998, 1999, 2000
- Österreichischer Meister 1996
- Chinesischer Vizemeister: 2006
- Zweiter der U-16-Europameisterschaft 1991
- Zweiter der A-Juniorenmeisterschaft 1992

## Auszeichnungen
- Torschütze des Monats März 1993[22]

## Sonstiges
Während seiner Zeit in Italien wurde Jancker 2003 hinter Rivaldo und As-Saadi al-Qaddhafi zum drittschlechtesten Spieler der italienischen Fußballmeisterschaft gewählt.